# Winnebago (llengua)
El winnebago (Hocąk) és la llengua tradicional de la tribu Ho-Chunk (o Winnebago) d'amerindis dels Estats Units. La llengua forma part de la família lingüística de les llengües siouan i és estretament relacionada amb el chiwere, llengua parlada per les tribus Iowa, Missouria i otoe.
La llengua pot ser escrita usant el sil·labari "Ba-Be-Bi-Bo". Pel 1994 l'alfabet oficial de la Nació Ho-Chunk és una adaptació de l'alfabet llatí.

## Revitalització de la llengua
Tot i que la llengua està en perill d'extinció, s'estan realitzant esforços vigorosos per mantenir-la viva, principalment a través de la Divisió Llengua Hocąk Wazija Haci, que ofereix classes, immersió de dia i un programa d'aprenentatge de la llengua. Està disponible una app "Ho-Chunk (Hoocąk) Native American Language" per a iPhone, iPad, i altres dispositius iOS.

[Lewis “Bleu”] St. Cyr, qui s'exerceix com a especialista en mitjans de comunicació per al Programa de Renaixement Ho-Chunk de la Tribu Winnebago de Nebraska, diu que està sempre en la recerca de formes creatives de portar ls llengus Ho-Chunk de nou a la vida. Fins ara, ha treballat fins a un joc de preguntes llenguatge basat en l'espectacle "Who Wants to Be a Millionaire? i ha estat utilitzant Facebook i vídeos de YouTube per comprometre els joves. "El món s'està movent tan ràpid amb la tecnologia, i els nostres joves són els que portaran la llengua des d'ara", va dir. "Crec que ha estat rebut força bé."

## Fonologia
| Vocal oral  | Frontal | Central | Posterior |
| ----------- | ------- | ------- | --------- |
| Tancada     | i       |         | u         |
| Mitjana     | e       |         | o         |
| Oberta      |         | a       |           |
|             |         |         |           |
| Vocal nasal | Frontal | Central | Posterior |
| Tancada     | ĩ       |         | ũ         |
| Oberta      |         | ã       |           |

| Consonants | Bilabial | Labiovelar | Alveolar | Postalveolar | Palatal | Velar | Glotal |
| ---------- | -------- | ---------- | -------- | ------------ | ------- | ----- | ------ |
| Oclusiva   | p b      |            | d        |              |         | k ɡ   | ʔ      |
| Africada   |          |            |          | tʃ dʒ        |         |       |        |
| Nasal      | m        |            | n        |              |         |       |        |
| Fricativa  |          |            | s z      | ʃ ʒ          |         | x ɣ   | h      |
| Vibrant    |          |            | r        |              |         |       |        |
| Aproximant |          | w          |          |              | j       |       |        |

Hi ha una notable llei sonora en winnebago anomenada llei de Dorsey que dicta el següent:
- /ORS/ ~ [OSRS] (e.g.: /pra/ ~ [para]),

on O és una obstruent sorda, R és sonorant no sil·làbica i S un so sil·làbic.

## Ortografia
L'ortografia oficial actual es deriva d'una versió americanista de l'alfabet fonètic internacional. Com a tal, els seus grafemes en termes generals s'assemblen als de l'IPA, i hi ha una estreta correspondència un-a-un entre grafemes i fonemes.
L'ortografia winnebago ortografia difereix de l'API en què les vocals nasals s'indiquen mitjançant un ogonek, de manera que į, ų, ą (respectivament /ĩ/, /ũ/, /ã/). D'altra banda, les consonants postalveolar i palatal s'escriuen com c, j, š, ž, i y (respectivament IPA /tʃ/, /dʒ/, /ʃ/, /ʒ/ i /j/), les tres últimes són la norma en la notació fonètica americanista. Més inusualment, t representa /d/, mentre que ǧ representa IPA /ɣ/. Finalment, l'oclusiva glotal sorda és representada per ʼ (coneguda en winnebago com a hiyuša jikere).